# Margarita de Borbón
Pour les articles homonymes, voir Marguerite de Bourbon.
Margarita de Borbón y Borbón, infante d'Espagne, duchesse de Soria et d'Hernani, née le 6 mars 1939 à Rome, en Italie, est un membre de la famille royale d'Espagne.

## Famille
Margarita de Borbón est la fille de l'infant Juan de Borbón (1913-1993), comte de Barcelone et prétendant au trône d'Espagne, et de sa femme, la princesse María de las Mercedes de Borbón y Orléans (1910-2000). 
Son parrain est son oncle Jacques-Henri de Bourbon, duc de Ségovie et d’Anjou. Sa marraine est sa tante maternelle Marie de la Esperanza de Bourbon des Deux-Siciles. 
Elle est donc la sœur cadette du roi Juan Carlos Ier, et la tante du roi Felipe VI.
Le 12 octobre 1972, l'infante épouse à Lisbonne le médecin et aristocrate espagnol Carlos Zurita (1943). De cette union naissent deux enfants :
- Alfonso Carlos Zurita y Borbón (né le 9 août 1973 à Madrid), Grand d'Espagne, célibataire et sans enfants ;
- María Sofía Emilia Carmen Zurita y Borbón (née le 16 septembre 1975 à Madrid), Grande d'Espagne, célibataire, mère d'un garçon, Carlos, né par insémination artificielle le 29 avril 2018 à Madrid, son parrain est l'ex-roi Juan Carlos d'Espagne.

Chacun des enfants du couple porte le titre de grand d'Espagne.

## Biographie
Margarita de Borbón souffre de cécité depuis sa naissance.
En 1972, en accord selon les partisans de son père, avec la Pragmatique sanction de 1776 promulguée par le roi Charles III (abolie de facto depuis la Seconde République espagnole en 1931), Margarita abandonne ses droits à la couronne espagnole sous prétexte qu’elle épouse une personne non issue d’une maison souveraine. Quelques années plus tard, en 1978, la pragmatique sanction n'est pas évoquée dans la nouvelle constitution espagnole. Pourtant, certains observateurs des questions dynastiques considèrent que la renonciation de Margarita (et de sa sœur Pilar) reste valide, puisqu'elle n’a jamais été officialisée, ni confirmée, par le gouvernement.
Le 6 janvier 1979, Margarita hérite du titre de duchesse d'Hernani que lui lègue un lointain cousin, le prince Manfred de Bourbon, premier duc d'Hernani, mort sans descendance. Plus tard, en 1981, le roi Juan Carlos Ier confère à sa sœur et à son beau-frère le titre de duchesse et duc de Soria. En 1987, Margarita reçoit de son frère le titre d'infante.
En 1989, l'infante Margarita et son époux créent la fondation culturelle Duques de Soria, dont le siège se trouve dans l'ancien couvent de la Grâce de Soria. 
L'infante est également présidente honoraire de la délégation espagnole de l'UNICEF et de la Fondation espagnole du cœur.

## Distinctions
- Grand-croix de l'ordre de l'Infant Dom Henri